# La flor de la canela
«La flor de la canela» és un vals crioll compost per la cantautora Chabuca Granda, que s'ha convertit en un de les més representatius del Perú.

## Història
Chabuca Granda va considerar el 7 de gener de 1950 com a data de creació de l'obra, encara que és una afirmació que ha estat força discutida. Va ser la cançó que la va llançar a la popularitat, però va ser gravada per primera vegada a l'hivern del 1953 pel trio Los Morochucos (3 anys després d'haver estat suposadament composta).
Encara que es desconeix l'origen del títol de la cançó, La Flor de la Canela és una expressió actualment en desús que s'utilitzava per ponderar l'excel·lència. En la història de la música peruana, existeix el huayno La Flor de la Canela, gravat per Domingo Núñez i Mariano Escobedo el 1913, i la marinera La Peruana, composta per Rosa Mercedes Ayarza de Morales en una data anterior al 1938.
El vals està inspirat en Victoria Angulo Castillo, distingida senyora de raça negra, veïna del districte del Rímac, a Lima. Granda havia conegut la senyora Angulo a la casa barranquina de l'escriptora María Isabel Sánchez-Concha de Pinilla, i li va dedicar i estrenar el vals el 21 de juliol de 1950, dia del seu aniversari.
La versió del 1953 dels Morochucos no va tenir l'acollida esperada. Va ser a inicis del 1954, quan va ser gravada pel trio Los Chamas amb un arranjament més tradicional i popular, que el tema va aconseguir un gran èxit.
Des de llavors ha estat traduïda a diversos idiomes, i també l'han interpretat diversos cantants i grups musicals com Flor Silvestre, Irma Dorantes, María Martha Serra Lima, Yma Sumac, María Dolores Prada, Bola de Nieve, Pedro Vargas, Raphael, Amalia Mendoza, Julio Iglesias, Rocío Jurado, Plácido Domingo, Lola Flores, La Lupe, Juan Diego Flórez, Helenita Vargas i Caetano Veloso, i molts altres, entres les que s'inclou Chabuca Granda.
El 2017, i tot i l'antiguitat de la composició, la versió interpretada pel panameny Ruben Blades va ser nominada com a gravació de l'any per l'Acadèmia Llatina de Gravació.